# بيتشورا (بورياتيا)
بيتشورا (بالروسية: Бичура) هي مدينة في جمهورية بورياتيا في روسيا.
يبلغ عدد سكانها حوالي 9480 نسمة.